# ثعلب رمادي
الثعلب الرمادي (الاسم العلمي: Urocyon cinereoargenteus) ينتشر من جنوب كندا إلى فنزويلا وكولومبيا، باستثناء أجزاء من السهول العظمى والمناطق الجبلية في شمال غرب الولايات المتحدة والساحل الشرقي لأمريكا الوسطى. تفضل الثعالب الرمادية العيش في الغابات النفضية والمناطق الحرجية الكثة.

## اقرأ كذلك
- ثعلب أحمر